# عدوى هستيرية
العدوى الهستيرية تحدث عندما تظهر آثار مشكلة أو مرض بدني على مجموعة من الأشخاص، في حين أنه تكون هناك، في واقع الأمر، قوى نفسية واجتماعية هي التي تؤدي إلى ظهور تلك الآثار. يفترض البعض بأنها سبب للهستيريا الجماعية.
وتعد العدوى الهستيرية شكلاً قويًا من أشكال العدوى العاطفية، والذي يصف التأثيرات المقلدة للسلوكيات المقلدة اعتمادًا على قوة الاقتراح وتأثير الكلمة، لأن الأعراض غالبًا ما تحتوي على تلك المقترنة بالهستيريا الطبية.

## أبرز أحداث الهيستيريا المعدية

### المغرب
في 13 أبريل 2017 أصيبت 54 تلميذة من طالبات الثانوية بإقليم الفقيه بن صالح بالمغرب، بأعراض حالة هستيريا جماعية، وانثابت هذه الحالة التلميذات اللواتي تتراوح أعمارهن بين 13 و 16 سنة، بشكل جماعي بعد تعرض إحدى صديقاتهن لنوبة صرع.

### وباء حشرة يونيو
يعد وباء حشرة يونيو مثالاً كلاسيكيًا للعدوى الهستيرية. في عام 1962، انتشر مرض غامض في قسم الخياطة في مصنع منسوجات أمريكي. وكانت الأعراض تشتمل على الشعور بالتخدير والغثيان والدوار والقيء. وقد انتشرت شائعة بوجود حشرة في المصنع تعض الضحايا وتسبب لهم هذه الأعراض بسرعة فائقة.
وبعد فترة قصيرة للغاية، ظهر هذا المرض الغامض على اثنين وستين موظفًا، وبعضهم خضع للرعاية في المستشفى. وقد قامت وسائل الإعلام بعمل تقارير حول تلك الحالة. وبعد إجراء أطباء الشركة والخبراء من مركز الأمراض المعدية في خدمة الصحة العامة في الولايات المتحدة، تم التوصل إلى أن تلك الحالة ما هي إلا هستيريا جماعية.
وفي حين أن الباحثين اعتقدوا أن بعض العمال قد تعرضوا بالفعل للعض من قبل تلك الحشرة، كان القلق هو السبب المحتمل لتلك الأعراض. ولم يتم مطلقًا العثور على أي دليل بوجود حشرة يمكن أن تؤدي إلى ظهور هذه الأعراض التي تشبه الأنفلونزا، كما أنه لم تظهر أي آثار عض على أي من العمال.
وقد استنتج العمال أن البيئة كانت مليئة بالضغوط، فقد تم افتتاح المصنع حديثًا، وكان العمل يجري فيه على قدم وساق، كما كان التنظيم سيئًا. وبالإضافة إلى ذلك، فإن أغلب الضحايا عبروا عن تعرضهم لمستويات مرتفعة من الضغوط في حياتهم. ويبدو أنه كانت هناك عوامل اجتماعية كذلك.
ومن بين الموظفين الذين ظهرت عليهم الأعراض والبالغ عددهم 62 موظفًا، كان منهم 59 موظفًا يعمل في نوبة العمل الأولى، و58 منهم يعملون في نفس المكان، وقد ظهرت 50 حالة من الحالات التي عددها 62 في اليومين التاليين بعد أن قامت وسائل الإعلام «بتهييج وإثارة» الأمر. وأغلب الموظفين الذين تعرضوا للمرض حصلوا على إجازة للشفاء.